# Municipio de Lake Creek (Dakota del Sur)
El municipio de Lake Creek (en inglés: Lake Creek Township) es un municipio ubicado en el condado de Pennington en el estado estadounidense de Dakota del Sur. En el año 2010 tenía una población de 43 habitantes y una densidad poblacional de 0,46 personas por km².

## Geografía
El municipio de Lake Creek se encuentra ubicado en las coordenadas 44°0′52″N 102°2′17″O / 44.01444, -102.03806. Según la Oficina del Censo de los Estados Unidos, el municipio tiene una superficie total de 92.97 km², de la cual 92,86 km² corresponden a tierra firme y (0,11 %) 0,11 km² es agua.

## Demografía
Según el censo de 2010, había 43 personas residiendo en el municipio de Lake Creek. La densidad de población era de 0,46 hab./km². De los 43 habitantes, el municipio de Lake Creek estaba compuesto por el 95,35 % blancos, el 2,33 % eran amerindios y el 2,33 % eran de una mezcla de razas. Del total de la población el 0 % eran hispanos o latinos de cualquier raza.